# Rhinocypha sumbana
Rhinocypha sumbana – gatunek ważki z rodziny Chlorocyphidae. Występuje na indonezyjskiej wyspie Sumba.